# Jianning (socken i Kina)
Jianning (kinesiska: 建宁, 建宁乡) är en socken i Kina. Den ligger i provinsen Hunan, i den södra delen av landet, omkring 46 kilometer sydost om provinshuvudstaden Changsha.
Genomsnittlig årsnederbörd är 1 875 millimeter. Den regnigaste månaden är maj, med i genomsnitt 330 mm nederbörd, och den torraste är oktober, med 39 mm nederbörd.